# 小行星4545
小行星4545（4545 Primolevi）是一颗围绕太阳公转的小行星。1989年9月28日，亨利·德波鸿诺在拉西拉天文台发现了此天体。
这颗小行星的绝对星等为71.02208等。